# Søren Colding
Søren Colding (Frederiksberg, 1972. szeptember 2. –), dán válogatott labdarúgó.
A dán válogatott tagjaként részt vett az 1998-as világbajnokságon és a 2000-es Európa-bajnokságon.

## Sikerei, díjai
Brøndby
- Dán bajnok (3): 1995–96, 1996–97, 1997–98
- Dán kupagyőztes (2): 1993–94, 1997–98